# Dielsiocharis
Dielsiocharis é um género botânico pertencente à família Brassicaceae.